# XHTRES-TDT
A Excélsior TV é tv mexicana com sua sede localizada na Cidade do México e se sintoniza no canal 27 digital (UHF), mas no começo foi sintonizada pelo canal 16 (UHF) e foi fundada em 1972 pelo Grupo Imagen.

## História
O inicio do canal 28 é que originalmente teria adquirido a concessão da frequência do canal 16 (UHF) para transmitir na Cidade do México, só que foi transferida para o canal 28 (UHF) até hoje.
No inicio do canal 28, a sua programação era das 8 da manhã até as 8 da noite, todos os dias transmitindo videoclipsa partir de agosto de 1972.
O fundador do canal foi o Sr. Raúl Aréchiga Espinosa que graças a ele junto com a Productora y Comercializadora de Televisión o canal 28 tem uma programação variada.
No dia 28 de maio de 2007, às 21 horas, no horário da Cidade do México, o canal 28 anteriormente era conhecida como Cadena Tres.
Em 26 de Outubro, 2015, sinal de Cadena Tres deixa radiodifusão e é substituído pelo sinal de Excélsior TV.